# Progress Productions
Progress Productions är ett oberoende skivbolag som grundades 2004 av Torny Gottberg. Krister Hessling tillkom senare som delägare.

## Ursprung
Gottberg, som tidigare varit anställd på Energy Rekords, var missnöjd med hur Energy hade hanterat sina artister genom åren och beslöt att starta ett eget skivbolag. Efter en spelning av hans dåvarande band (Project-X) träffade han Hessling, som senare skickade en demo av 8kHz Monos första EP, Monolog EP. Gottberg, då fortfarande på Energy, erbjöd 8kHz Mono ett kontrakt med Energy. Gottberg ansåg dock efter att ha lämnat Energy Rekords att det skivbolaget inte hade någon framtid så i december 2003 avslutades hans anställning där. De första grupperna som skrev kontrakt var just 8kHz Mono och den grekiska EBM-gruppen Iambia.

## Artister
Skivbolaget fokuserar på elektronisk musik såsom EBM och Electropop. Bland de artister som skivbolaget gett ut finns:
- 8kHz Mono
- Agent Side Grinder
- Angst
- Children Within
- Code 64
- Covenant
- Cryo
- Daily Planet
- Delaykliniken
- Dreamweapon
- Dupont
- Henric de la Cour
- Hype
- Iambia
- Johan Baeckström
- Kite
- Kopfer Kat
- Mommy Hurt My Head
- Mr Jones Machine
- Nattskiftet
- Necro Facility
- Nexus Kenosis
- Red Cell
- Saft
- SoundSequence
- SPARK!
- Sturm Café
- System
- Terror Punk Syndicate
- The Kingdom of Evol
- Titans
- Vanligt Folk
- White Birches
- Wulfband
- Xenturion Prime